# 454 Mathesis
454 Mathesis eller 1900 FC är en asteroid i huvudbältet, som upptäcktes 28 mars 1900 av den tyska astronomen Friedrich Karl Arnold Schwassmann i Heidelberg. Den är uppkallad efter det latinska ordet för vetenskapen matematik.
Asteroiden har en diameter på ungefär 81 kilometer.